# Adelaide
Adelaide (wym. [ˈædəleɪd]), egzonim wariantowy: Adelajda – miasto w Australii, stolica stanu Australia Południowa, położone nad Zatoką Świętego Wincentego będącą częścią Oceanu Indyjskiego, u ujścia rzeki Torrens. Piąte co do wielkości miasto w Australii z liczbą ludności wynoszącą 1,45 mln mieszkańców. Miasto leży w strefie klimatu subtropikalnego typu śródziemnomorskiego, temperatury w dzień wahają się od 15 °C w lipcu do około 29 °C w styczniu.

## Geografia

### Położenie
Położone jest na równinie Adelaide Plains, nad rzeką Torrens, przy jej ujściu do Zatoki Świętego Wincentego (część Wielkiej Zatoki Australijskiej Oceanu Indyjskiego).

### Klimat
Adelaide ma typowy klimat śródziemnomorski z łagodną, deszczową zimą i gorącym, suchym latem. Miasto to jest też najbardziej suchym spośród stolic stanów Australii. Przeciętne temperatury i opady:
- średnia maksymalna temperatura w styczniu: 28,8 °C
- średnia minimalna temperatura w styczniu: 16,8 °C
- średnia maksymalna temperatura w czerwcu: 15,3 °C
- średnia minimalna temperatura w czerwcu: 7,4 °C
- przeciętne roczne opady deszczu: 558,1 mm
- najwilgotniejszy miesiąc: czerwiec, 83,1 mm
- najsuchszy miesiąc: luty, 13,7 mm

Rekordowe temperatury i opady deszczu:
- najwyższa zanotowana temperatura: 44,3 °C
- najniższa zanotowana temperatura: –0,4 °C (31,3 °F)
- najwilgotniejszy miesiąc: czerwiec 174,6 mm

W 2008 w przez Adelaide przeszła rekordowa fala upałów, przez piętnaście kolejnych dni od 3 marca do 17 marca 2008 temperatura maksymalna wynosiła ponad 35 °C.
| Miesiąc | Sty  | Lut  | Mar  | Kwi  | Maj  | Cze  | Lip  | Sie  | Wrz  | Paź  | Lis  | Gru  | Roczna |
| --- | ---- | ---- | ---- | ---- | ---- | ---- | ---- | ---- | ---- | ---- | ---- | ---- | ------ |
| Średnie temperatury w dzień [°C]                                                                                           | 30.0 | 29.7 | 26.6 | 23.0 | 19.0 | 16.2 | 15.6 | 16.7 | 19.3 | 22.5 | 25.4 | 27.6 | 22,6   |
| Średnie dobowe temperatury [°C]                                                                                            | 23.8 | 23.6 | 21.0 | 17.9 | 14.6 | 12.3 | 11.7 | 12.4 | 14.6 | 17.1 | 19.8 | 21.7 | 17,5   |
| Średnie temperatury w nocy [°C]                                                                                            | 17.6 | 17.5 | 15.3 | 12.7 | 10.2 | 8.3  | 7.7  | 8.1  | 9.9  | 11.7 | 14.1 | 15.8 | 12,4   |
| Opady [mm] | 21.2 | 20.0 | 24.9 | 37.6 | 59.3 | 77.7 | 71.1 | 66.9 | 59.6 | 40.0 | 31.0 | 28.3 | 537    |
| Średnia liczba dni z opadami                                                                                               | 4.5  | 3.3  | 5.7  | 7.9  | 11.9 | 15.0 | 16.0 | 16.5 | 13.4 | 10.2 | 8.0  | 7.0  | 119    |
| Średnie usłonecznienie [h]                                                                                                 | 322  | 290  | 270  | 219  | 171  | 135  | 149  | 192  | 204  | 257  | 276  | 295  | 2782   |
| Źródło: Bureau of Meteorology (liczba dni z opadami dla wartości 0,1 mm, wysokość 48 m n.p.m., 11 km od zatoki, 1991-2020) |      |      |      |      |      |      |      |      |      |      |      |      |        |

| Miesiąc | Sty  | Lut  | Mar  | Kwi  | Maj  | Cze  | Lip  | Sie  | Wrz  | Paź  | Lis  | Gru  | Roczna |
| --- | ---- | ---- | ---- | ---- | ---- | ---- | ---- | ---- | ---- | ---- | ---- | ---- | ------ |
| Średnie temperatury w dzień [°C]                                                                                         | 28.1 | 28.4 | 25.6 | 22.2 | 18.7 | 15.8 | 14.9 | 16.0 | 18.3 | 21.1 | 24.2 | 25.9 | 21,6   |
| Średnie dobowe temperatury [°C]                                                                                          | 22.2 | 22.4 | 20.1 | 17.0 | 14.3 | 11.8 | 11.0 | 11.9 | 13.7 | 16.0 | 18.8 | 20.4 | 16,6   |
| Średnie temperatury w nocy [°C]                                                                                          | 16.3 | 16.4 | 14.8 | 11.8 | 9.8  | 7.8  | 7.1  | 7.7  | 9.1  | 10.8 | 13.3 | 14.9 | 11,6   |
| Opady [mm] | 16.9 | 13.1 | 23.2 | 31.1 | 48.3 | 60.9 | 58.3 | 52.7 | 47.3 | 36.5 | 23.6 | 25.5 | 437    |
| Średnia liczba dni z opadami                                                                                             | 4.5  | 3.6  | 5.6  | 7.6  | 11.7 | 14.3 | 15.1 | 15.5 | 12.7 | 9.8  | 7.7  | 6.5  | 115    |
| Średnie usłonecznienie [h]                                                                                               | 326  | 280  | 270  | 219  | 174  | 141  | 155  | 192  | 213  | 260  | 279  | 288  | 2797   |
| Źródło: Bureau of Meteorology (liczba dni z opadami dla wartości 0,1 mm, wysokość 2 m n.p.m., 3 km od zatoki, 1981-2010) |      |      |      |      |      |      |      |      |      |      |      |      |        |

| Sty | Lut | Mar | Kwi | Maj | Cze | Lip | Sie | Wrz | Paź | Lis | Gru | Rok  |
| --- | --- | --- | --- | --- | --- | --- | --- | --- | --- | --- | --- | ---- |
| 21  | 22  | 21  | 19  | 17  | 15  | 13  | 13  | 14  | 16  | 18  | 20  | 17,5 |

## Historia

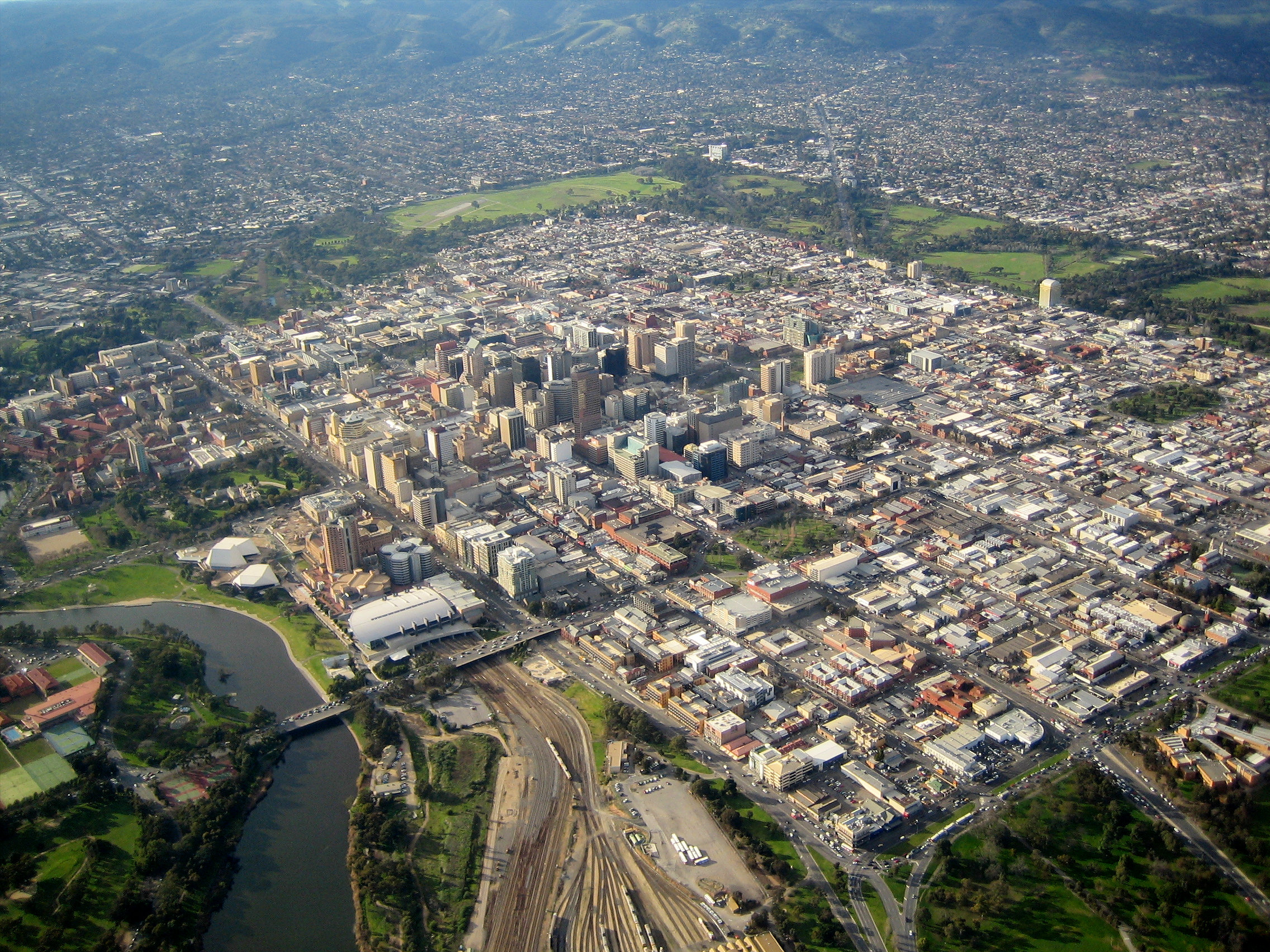
Adelaide z lotu ptaka

Pierwsi mieszkańcy terenów na których później powstała Adelaide to Aborygeni z plemienia Kaurna, którzy nazywali ten region Tandanya (kraina czerwonych kangurów).
Nazwa miasta Adelaide pochodzi od imienia żony Wilhelma IV Hanowerskiego królowej Adelajdy; w Adelaide znajduje się także część prywatnej biblioteki królowej.
Brytyjscy osadnicy utworzyli prowincję pod nazwą Australia Południowa 28 grudnia 1836 (ten dzień jest obchodzony jako święto stanowe Proclamation Day). Miejsce na przyszłe miasto zostało wybrane przez pułkownika Williama Lighta, on także nakreślił pierwsze plany miasta. Jako centrum miasta Light wybrał wzgórze położone blisko brzegów rzeki Torrens, która stanowiła główne źródło wody dla nowo powstałego miasta. Pułkownik Light opracował także tzw. Light’s vision, urbanistyczny plan zabudowania miasta oparty na kwadracie o boku jednej mili otoczonym szerokim pasem parków i terenów zielonych z szerokimi ulicami i alejami przecinającymi się pod kątem prostym.
Adelaide została zaplanowana jako centrum dla nowo powstającej kolonii dla wolnych emigrantów z Europy (a nie jak w przypadku pozostałych stanów Australii dla zesłańców z Anglii), gwarantowano przyszłym osadnikom wolności religijne i obywatelskie. Z tych powodów w Południowej Australii osiedliło się wówczas wielu uchodźców z Niemiec (przypadkowym zbiegiem okoliczności słowo „adelaide” oznacza w języku niemieckim „szlachetne oblicze”).

## Gospodarka
Adelaide jest ważnym w Australii centrum przemysłowym i naukowym. Znajduje się tutaj duże centrum badawcze przemysłu zbrojeniowego „DSTO” („Defence Science and Technology Organisation” – skąd pochodzi inny slogan Australii Południowej „SA – the Defence State”). Inne ważniejsze gałęzie przemysłowe to przemysł maszynowy, chemiczny, elektrotechniczny, winiarski i włókienniczy. Znajduje się tu również zakłady stoczniowe ASC Pty Ltd.

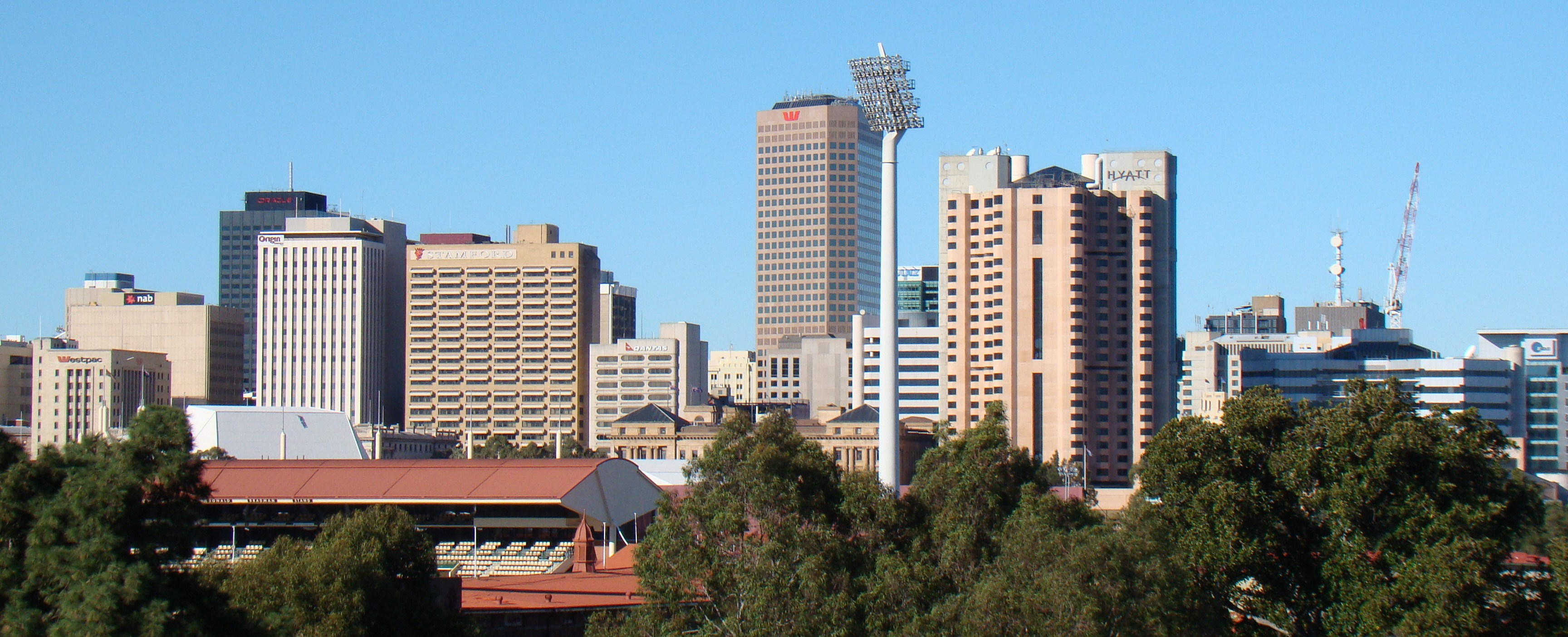
Centrum miasta
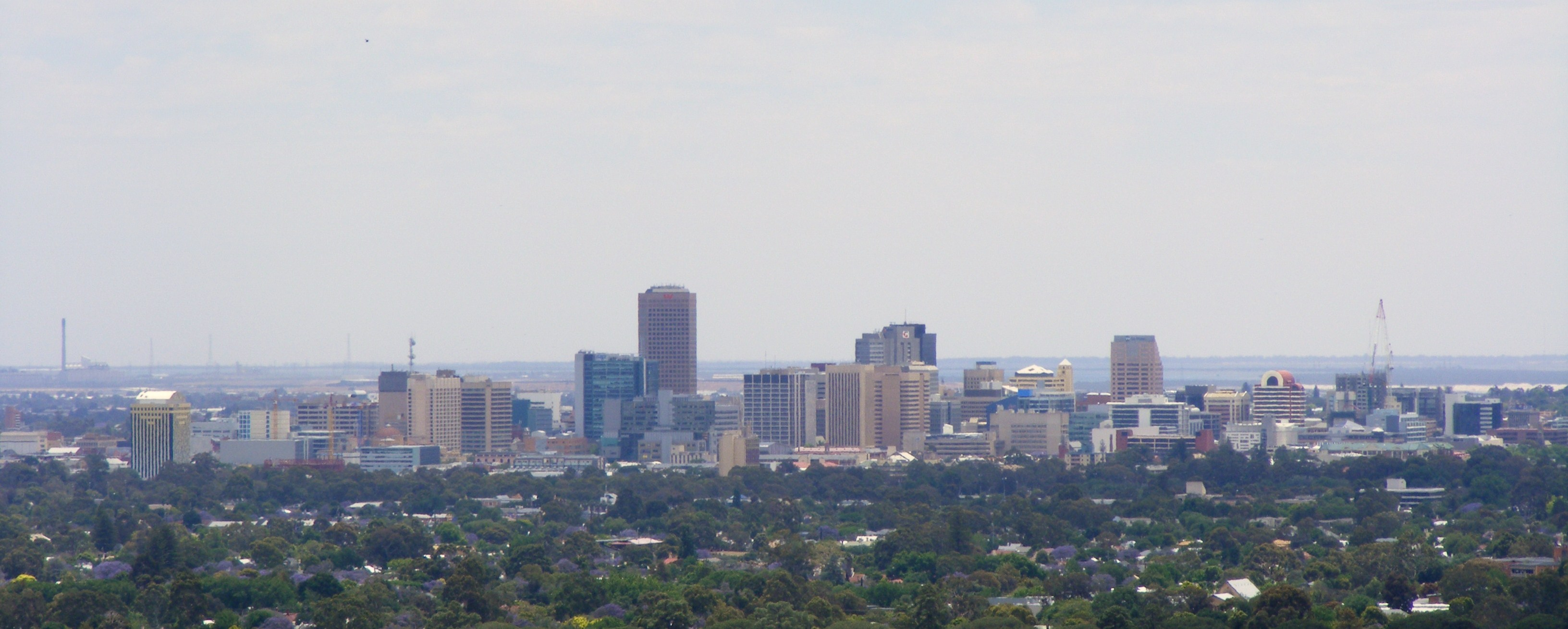
Skyline miasta
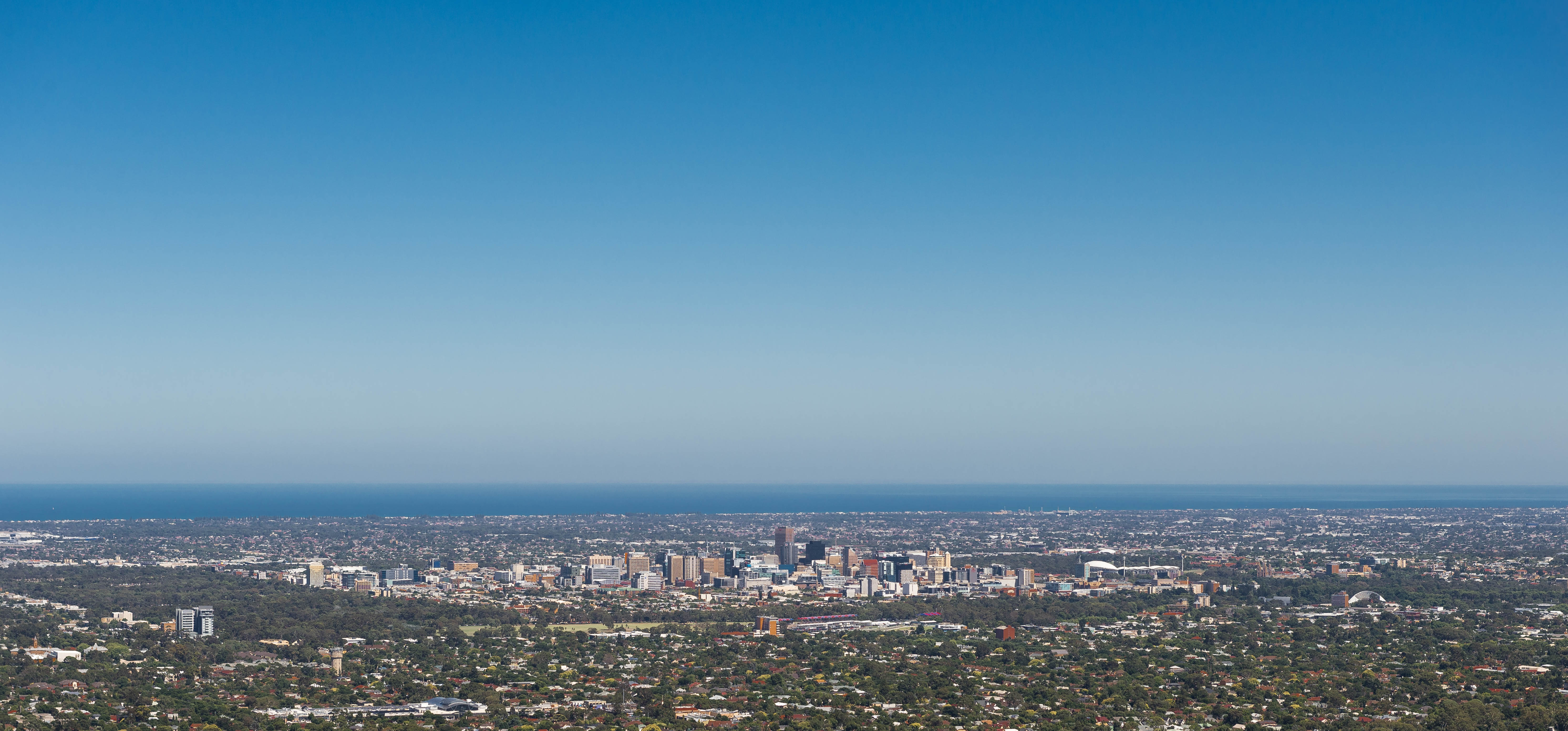
Panorama Adelaide

## Infrastruktura

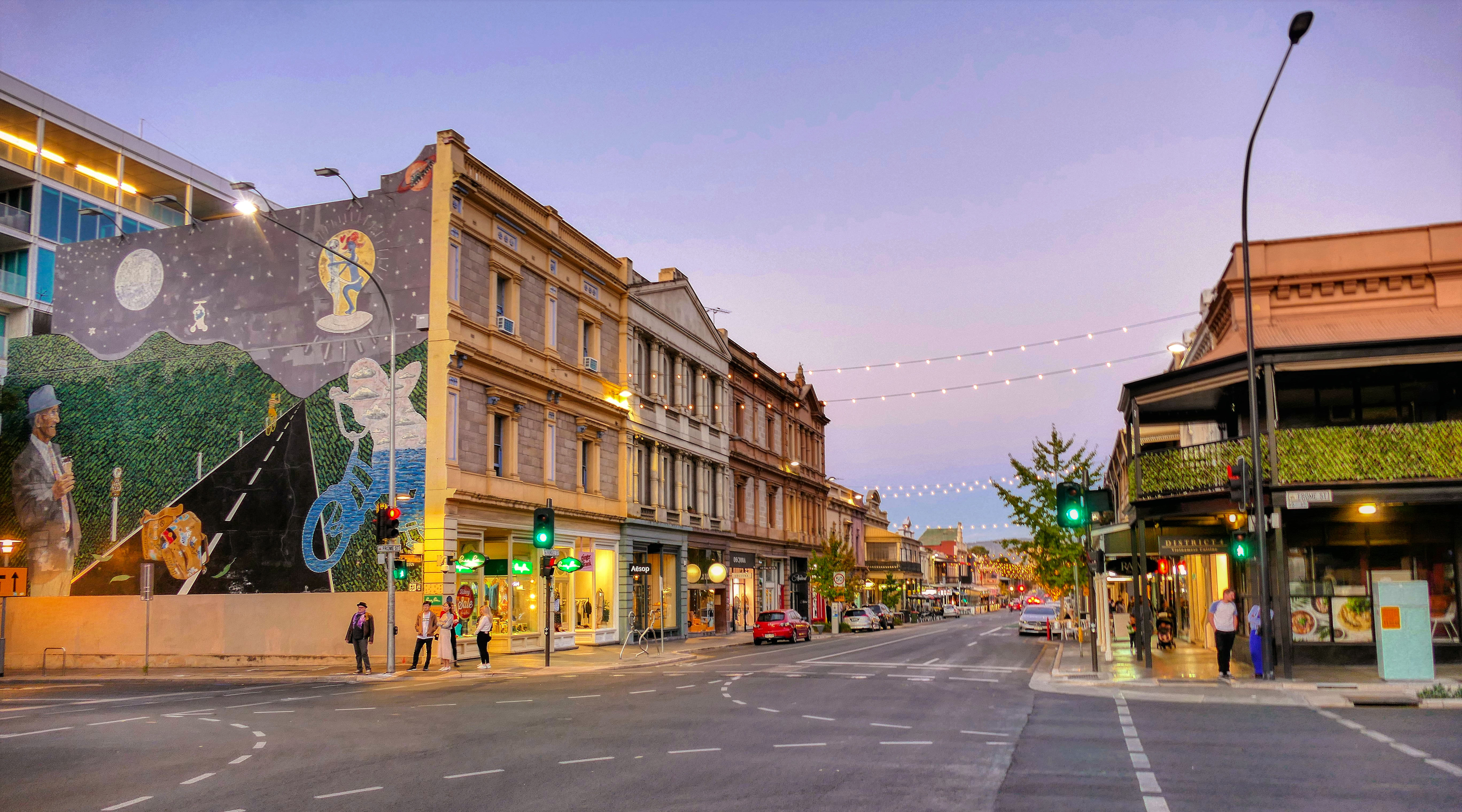
Ulica w Adelaide

W Adelaide mieszczą się trzy znaczące w Australii uniwersytety Uniwersytet Australii Południowej (University of South Australia, UniSA), University of Adelaide i Flinders University.
Całe miasto pokrywa rozległy system transportu publicznego, znanym jako Adelaide Metro, do którego zalicza się unikatowy O-Bahn (specjalny tor autobusowy), a także tramwaje w Adelaide.
Adelaide jest ważnym punktem na linii kolejowej „Indian Pacific” biegnącej od Perth do Sydney, a także początkiem nowo ukończonej linii kolejowej „The Ghan” ciągnącej się poprzez Alice Springs aż do Darwin. Głównymi stacjami kolejowymi są: Adelaide oraz Adelaide Parklands Terminal.
Miasto jest obsługiwane przez międzynarodowy port lotniczy Adelaide, który w 2019 roku obsłużył 8,5 mln pasażerów.

## Kultura

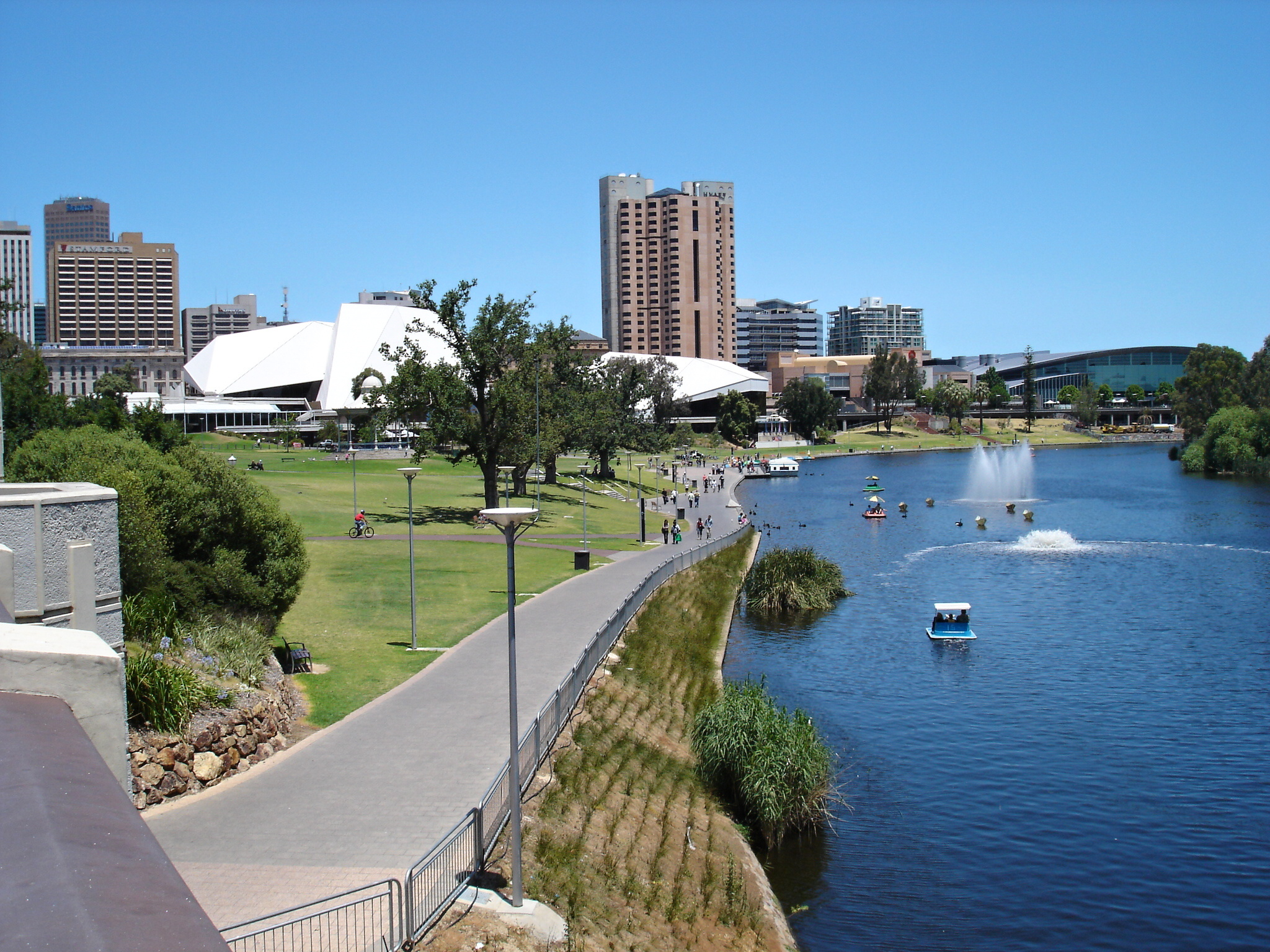
Tereny rekreacyjne w centrum miasta

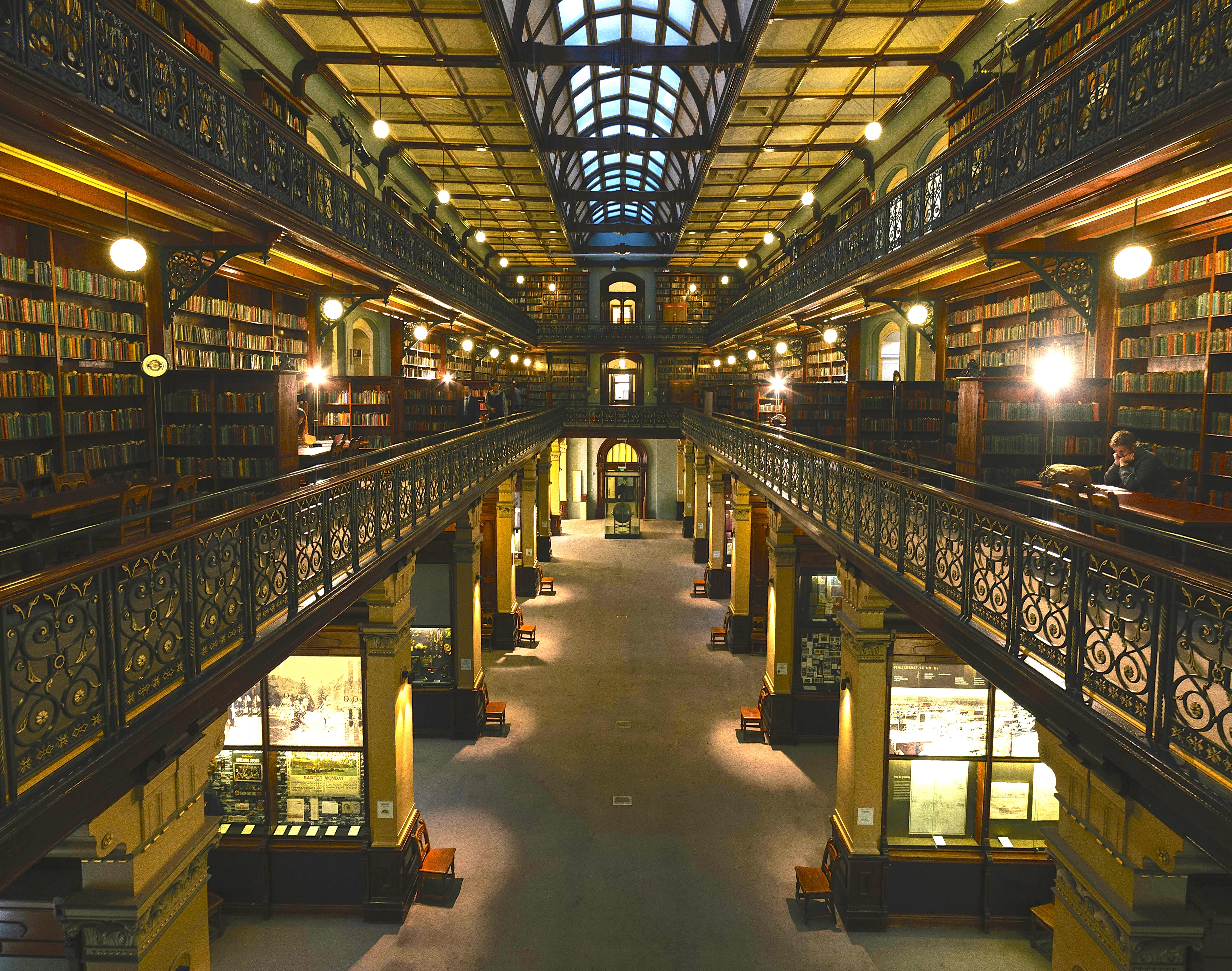
Mortlock Wing, Biblioteka Stanowa

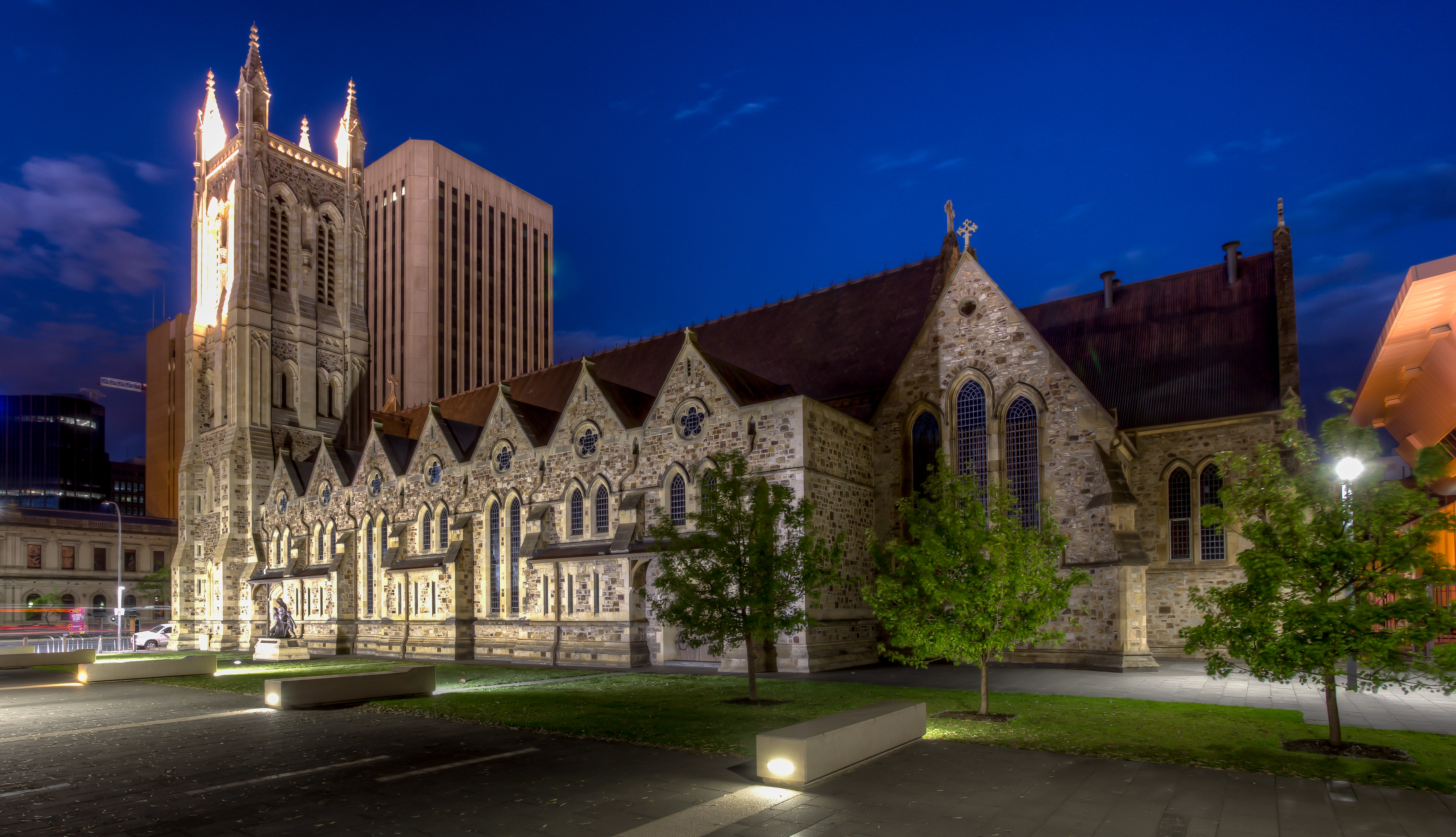
Archikatedra św. Franciszka Ksawerego

Od momentu swojego powstania Adelaide przyciągała imigrantów z wielu krajów, szczególnie Niemców uciekających wówczas przed prześladowaniami religijnymi we własnym kraju, którzy przywieźli ze sobą pierwsze sadzonki winorośli i założyli słynne winnice w Barossa Valley. Po II wojnie światowej do Południowej Australii i Adelaide przyjechało dużo uchodźców z większości krajów europejskich, najwięcej z Włoch, Grecji, Holandii i Polski. Z okresu wojny wietnamskiej pochodzi pierwsza duża fala emigrantów z Azji. Ta unikatowa, nawet jak na warunki australijskie, mieszanka kultur i tradycji ma odbicie przede wszystkim w bogatej i urozmaiconej kuchni wielu kafejek i restauracji w Adelaide (według nieoficjalnych danych Adelaide ma najwięcej restauracji na liczbę mieszkańców w Australii). Ne terenie miasta funkcjonuje muzeum migracji.
Dużą część obszarów dookoła Adelaide zajmują winnice które włącznie ze słynną Barossa Valley są częstym celem wycieczek zarówno turystów, jak i mieszkańców Adelaide.
Życie kulturalne w Adelaide rozwinęło się w latach 70. za czasów premiera Dona Dunstana, który jest uważany za ojca nowoczesnej Południowej Australii. Zmienił on między innymi wiele przestarzałych i purytańskich przepisów, a Adelaide zaczęła być wtedy znana z wielu odbywających się tam różnego rodzaju festiwali (jednym z mott stanu jest „South Australia – The Festival State”). Do najbardziej znanych na świecie festiwali odbywających się w Adelaide zaliczają się „Barossa Music Festival”, „Adelaide Festival of Arts”, „Adelaide Film Festival”, „Adelaide Fringe”, a najbardziej znanym i popularnym jest WOMADelaide – największy w Australii festiwal muzyki „światowej” i etnicznej odbywający się w malowniczych parkach Ogrodu Botanicznego.
W latach 1985 do 1995 we wschodniej części miasta odbywały się kończące sezon Grand Prix Australii Formuły 1. Na czas wyścigu zamykano część ulic, które były częściowo modyfikowane na potrzeby bolidów, a niemal całe miasto brało udział w trzydniowej zabawie. W 1996 roku w kontrowersyjny sposób wyścigi przeniesiono do Melbourne, a w ramach rekompensaty rząd Południowej Australii zorganizował wyścigi „Clipsal 500” w których biorą udział samochody „V8 Supercar” na torze wyścigowym podobnym do tego, który był używany przez Formułę 1.
Adelaide jest siedzibą dwóch drużyn futbolu australijskiego „Adelaide Crows” i „Port Adelaide Power”. Sport w Adelaide, podobnie jak i w innych miastach Australii, jest brany bardzo poważnie i sukcesy drużyn południowoaustralijskich stanowią duży powód do dumy dla wszystkich mieszkańców Adelaide (szczególnie gdy drużyna z Adelaide wygrywa z drużyną z Melbourne – stolica Wiktorii jest odwiecznym rywalem Adelaide). Inne popularne drużyny sportowe z Adelaide to „Adelaide 36ers” (koszykówka męska), „Adelaide Lightning” (koszykówka kobieca), „Southern Redbacks” (krykiet) i wiele innych.
Znani na arenie międzynarodowej artyści, zespoły muzyczne i muzycy pochodzący z Adelaide to między innymi reżyserzy Scott Hicks i Rolf de Heer, aktorzy Anthony LaPaglia i Jonathan LaPaglia, muzycy Jimmy Barnes, Guy Sebastian, John Farnham, zespoły The Mark of Cain i The Superjesus. Od 1999 roku w Adelaide mieszka pochodzący z Karoliny Północnej Ben Folds.
Inne słynne osoby pochodzące z Adelaide to między innymi Alexander Downer (były minister do spraw zagranicznych w rządzie australijskim), sir Mark Oliphant, fizyk i gubernator stanu, laureaci Nagrody Nobla William Henry Bragg, jego syn William Lawrence Bragg i Howard Florey (uhonorowany za jego odkrycia związane z penicyliną). Z Adelaide pochodzą także tenisiści Lleyton Hewitt i Mark Woodforde.
Adelaide była także domem dla jednego z antarktycznych pionierów sir Douglasa Mawsona i pierwszej kobiety, która została sędzią w Australii (a później pierwszą kobietą gubernatorem Południowej Australii) Romy Mitchell.

## Polonia

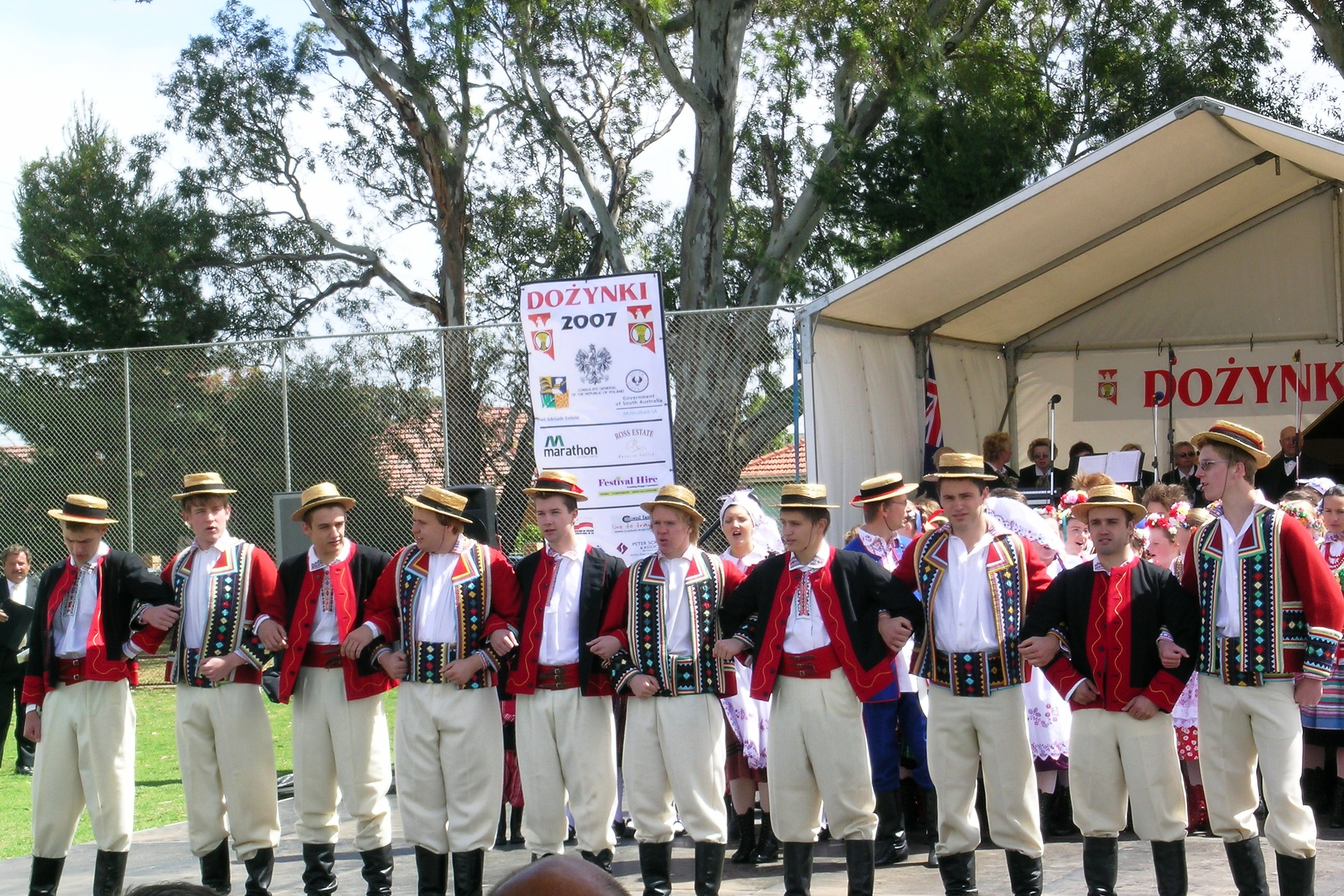
Występy folklorystyczne na festiwalu „Dożynki 2007”

W mieście działa od 1955 roku amatorski teatr polonijny, Polski Teatr Stary w Adelaide.
W mieście znajduje się Konsulat Honorowy Rzeczypospolitej Polskiej.

## Sport

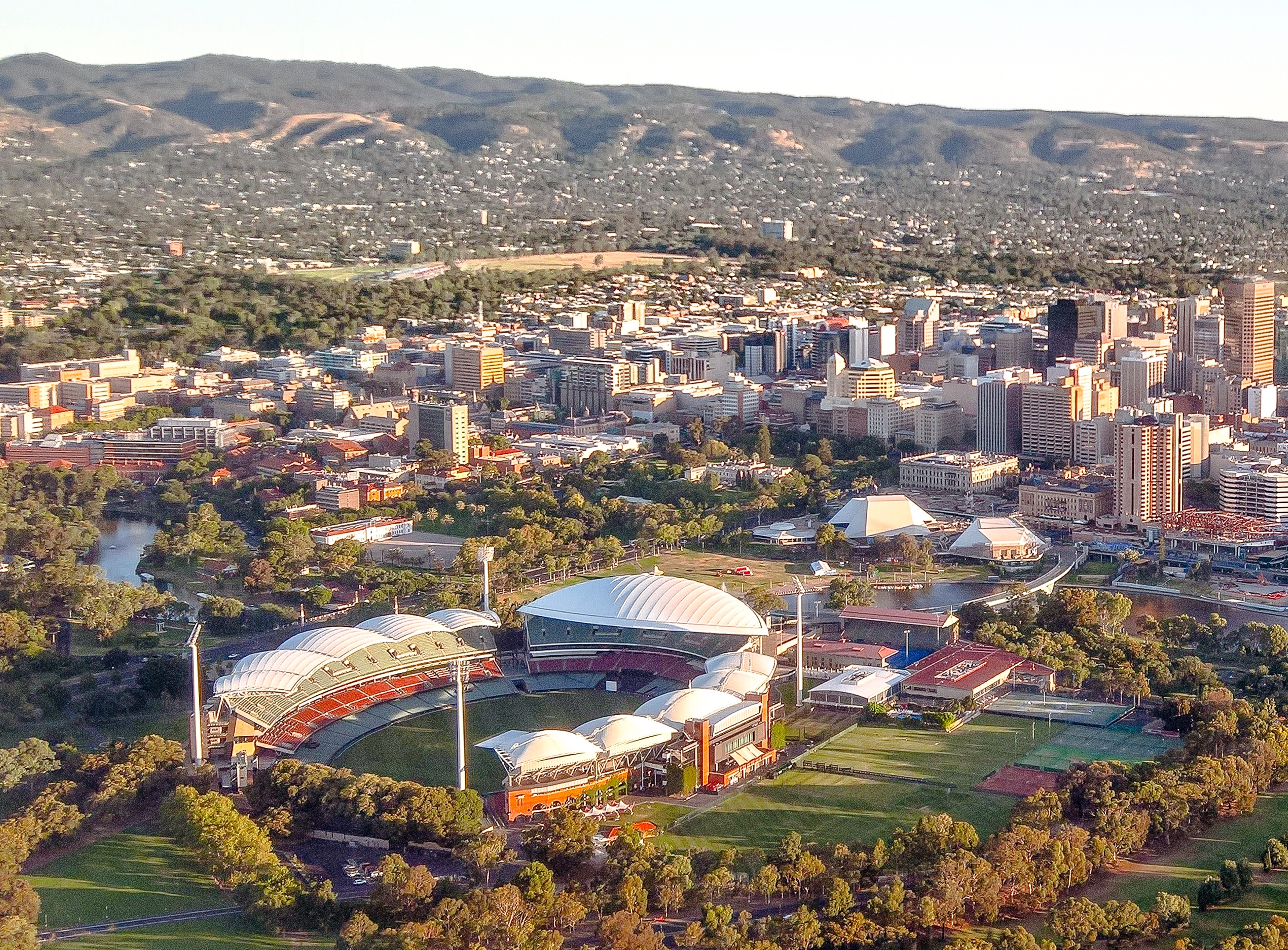
Adelaide Oval, główny stadion miasta o pojemności 55 000 widzów

Najpopularniejszym sportem w Adelaide jest futbol australijski. Dumą miasta są dwa kluby występujące w ogólnokrajowej lidze AFL:
- Adelaide Football Club, potocznie nazywani „Adelaide Crows”
- Port Adelaide Football Club, nazywani „Port Adelaide Power”

Do roku 1995 na torze Adelaide Street Circuit było organizowane GP Australii Formuły 1 przeniesione do Melbourne.
Główne stadiony sportowe to: Adelaide Oval o pojemności 55 000 widzów oraz Hindmarsh Stadium o pojemności 16 500 widzów.

## Ludzie związani z Adelaide
- William Henry Bragg
- William Lawrence Bragg
- John Maxwell Coetzee
- Howard Florey
- Julia Gillard
- Nathan Roberts
- Robin Warren
- Sia
- Gilad Zuckermann